# Entomacrodus
Entomacrodus é um género de peixe da família Blenniidae.

## Espécies
Existem atualmente 27 espécies reconhecidas neste gênero:
- Entomacrodus cadenati V. G. Springer, 1967
- Entomacrodus caudofasciatus (Regan, 1909)
- Entomacrodus chapmani V. G. Springer, 1967
- Entomacrodus chiostictus (D. S. Jordan & C. H. Gilbert, 1882)
- Entomacrodus corneliae (Fowler, 1932)
- Entomacrodus cymatobiotus L. P. Schultz & W. M. Chapman, 1960
- Entomacrodus decussatus (Bleeker, 1858)
- Entomacrodus epalzeocheilos (Bleeker, 1859)
- Entomacrodus lemuria V. G. Springer & R. Fricke, 2000
- Entomacrodus lighti (Herre, 1938)
- Entomacrodus longicirrus V. G. Springer, 1967
- Entomacrodus macrospilus V. G. Springer, 1967
- Entomacrodus marmoratus (E. T. Bennett, 1828)
- Entomacrodus nigricans T. N. Gill, 1859
- Entomacrodus niuafoouensis (Fowler, 1932)
- Entomacrodus randalli V. G. Springer, 1967
- Entomacrodus rofeni V. G. Springer, 1967
- Entomacrodus sealei Bryan & Herre, 1903
- Entomacrodus solus J. T. Williams & Bogorodsky, 2010
- Entomacrodus stellifer (D. S. Jordan & Snyder, 1902)
- Entomacrodus strasburgi V. G. Springer, 1967
- Entomacrodus striatus (Valenciennes, 1836)
- Entomacrodus textilis (Valenciennes, 1836)
- Entomacrodus thalassinus (D. S. Jordan & Seale, 1906)
- Entomacrodus vermiculatus (Valenciennes, 1836)
- Entomacrodus vomerinus (Valenciennes, 1836)
- Entomacrodus williamsi V. G. Springer & R. Fricke, 2000